# Lista över fornlämningar i Eda kommun
Lista över fornlämningar i Eda kommun är en förteckning av ett urval av de fornlämningar som finns i Eda kommun.

## Eda
| Namn                           | Lämningstyp    | Tillkomsttid | Historisk indelning | Plats | Läge                 | ID-nr          | Bild                                      |
| ------------------------------ | -------------- | ------------ | ------------------- | ----- | -------------------- | -------------- | ----------------------------------------- |
| Eda 2:1                        | Hög            |              | Eda, Värmland       |       | 59.831318, 12.351648 | 10213000020001 | Ladda upp en bild av detta fornminne      |
| Ämteruds skans (Eda 7:1)       | Fästning/skans |              | Eda, Värmland       |       | 59.918553, 12.268586 | 10213000070001 | Ladda upp en bild av detta fornminne      |
| Fredsmonumentet (Eda 8:1)      | Minnesmärke    |              | Eda, Värmland       |       | 59.555357, 12.143314 | 10213000080001 | Ladda upp en till bild av detta fornminne |
| Ås skans (Redutten) (Eda 10:1) | Fästning/skans |              | Eda, Värmland       |       | 59.847755, 12.311249 | 10213000100001 | Ladda upp en bild av detta fornminne      |
| Morast skans (Eda 13:1)        | Fästning/skans |              | Eda, Värmland       |       | 59.881694, 12.283256 | 10213000130001 | Ladda upp en bild av detta fornminne      |
| Eda skans (Eda 15:1)           | Fästning/skans |              | Eda, Värmland       |       | 59.819817, 12.322255 | 10213000150001 | Ladda upp en till bild av detta fornminne |
| Eda 17:1                       | Minnesmärke    |              | Eda, Värmland       |       | 59.818709, 12.320357 | 10213000170001 | Ladda upp en bild av detta fornminne      |
| Skansen Leionstedt (Eda 18:2)  | Fästning/skans |              | Eda, Värmland       |       | 59.816500, 12.314100 | 10213000180002 | Ladda upp en bild av detta fornminne      |
| Skans Winjblad (Eda 19:1)      | Fästning/skans |              | Eda, Värmland       |       | 59.818211, 12.311925 | 10213000190001 | Ladda upp en bild av detta fornminne      |
| Eda gamla kyrkogård (Eda 20:1) | Kyrka/kapell   |              | Eda, Värmland       |       | 59.832785, 12.313798 | 10213000200001 | Ladda upp en till bild av detta fornminne |
| Eda 24:1                       | Röse           |              | Eda, Värmland       |       | 59.764634, 12.370163 | 10213000240001 | Ladda upp en bild av detta fornminne      |
| Skansen Adlersparre (Eda 33:1) | Fästning/skans |              | Eda, Värmland       |       | 59.814828, 12.315776 | 10213000330001 | Ladda upp en bild av detta fornminne      |
| Eda 37:1                       | Stensättning   |              | Eda, Värmland       |       | 59.808345, 12.285194 | 10213000370001 | Ladda upp en bild av detta fornminne      |
| Eda 38:1                       | Hög            |              | Eda, Värmland       |       | 59.834876, 12.277148 | 10213000380001 | Ladda upp en bild av detta fornminne      |
| Eda 43:1                       | Röse           |              | Eda, Värmland       |       | 59.923058, 12.335039 | 10213000430001 | Ladda upp en bild av detta fornminne      |
| Eda 45:1                       | Hög            |              | Eda, Värmland       |       | 59.836144, 12.348876 | 10213000450001 | Ladda upp en bild av detta fornminne      |
| Eda 47:1                       | Stensättning   |              | Eda, Värmland       |       | 59.835592, 12.347906 | 10213000470001 | Ladda upp en bild av detta fornminne      |
| Eda 49:1                       | Stensättning   |              | Eda, Värmland       |       | 59.831565, 12.334838 | 10213000490001 | Ladda upp en bild av detta fornminne      |
| Eda 50:1                       | Stensättning   |              | Eda, Värmland       |       | 59.832307, 12.334706 | 10213000500001 | Ladda upp en bild av detta fornminne      |
| Eda 51:1                       | Fästning/skans |              | Eda, Värmland       |       | 59.900206, 12.278792 | 10213000510001 | Ladda upp en bild av detta fornminne      |
| Eda 57:1                       | Röse           |              | Eda, Värmland       |       | 59.844179, 12.332793 | 10213000570001 | Ladda upp en bild av detta fornminne      |
| Eda 59:1                       | Hög            |              | Eda, Värmland       |       | 59.835982, 12.345384 | 10213000590001 | Ladda upp en bild av detta fornminne      |
| Eda 60:1                       | Röse           |              | Eda, Värmland       |       | 59.806655, 12.286351 | 10213000600001 | Ladda upp en bild av detta fornminne      |
| Eda 60:2                       | Röse           |              | Eda, Värmland       |       | 59.806893, 12.286313 | 10213000600002 | Ladda upp en bild av detta fornminne      |
| Eda 62:1                       | Röse           |              | Eda, Värmland       |       | 59.809365, 12.284242 | 10213000620001 | Ladda upp en bild av detta fornminne      |
| Eda 64:1                       | Stensättning   |              | Eda, Värmland       |       | 59.810743, 12.283908 | 10213000640001 | Ladda upp en bild av detta fornminne      |
| Eda 65:1                       | Röse           |              | Eda, Värmland       |       | 59.811523, 12.283726 | 10213000650001 | Ladda upp en bild av detta fornminne      |
| Eda 77:1                       | Stridsvärn     |              | Eda, Värmland       |       | 59.908903, 12.275770 | 10213000770001 | Ladda upp en bild av detta fornminne      |
| Eda 78:1                       | Stridsvärn     |              | Eda, Värmland       |       | 59.906654, 12.283425 | 10213000780001 | Ladda upp en bild av detta fornminne      |
| Eda 83:1                       | Stridsvärn     |              | Eda, Värmland       |       | 59.903412, 12.259887 | 10213000830001 | Ladda upp en bild av detta fornminne      |
| Eda 83:2                       | Stridsvärn     |              | Eda, Värmland       |       | 59.903317, 12.259537 | 10213000830002 | Ladda upp en bild av detta fornminne      |
| Eda 84:1                       | Stridsvärn     |              | Eda, Värmland       |       | 59.904974, 12.273029 | 10213000840001 | Ladda upp en bild av detta fornminne      |
| Eda 85:1                       | Stridsvärn     |              | Eda, Värmland       |       | 59.904096, 12.270091 | 10213000850001 | Ladda upp en bild av detta fornminne      |
| Eda 86:1                       | Stridsvärn     |              | Eda, Värmland       |       | 59.901670, 12.266235 | 10213000860001 | Ladda upp en bild av detta fornminne      |
| Eda 86:2                       | Stridsvärn     |              | Eda, Värmland       |       | 59.901690, 12.265642 | 10213000860002 | Ladda upp en bild av detta fornminne      |
| Eda 87:1                       | Stridsvärn     |              | Eda, Värmland       |       | 59.908303, 12.279121 | 10213000870001 | Ladda upp en bild av detta fornminne      |
| Eda 88:1                       | Stridsvärn     |              | Eda, Värmland       |       | 59.905472, 12.275487 | 10213000880001 | Ladda upp en bild av detta fornminne      |
| Eda 105:1                      | Kvarn          |              | Eda, Värmland       |       | 59.823560, 12.438418 | 10213001050001 | Ladda upp en bild av detta fornminne      |
| Eda 134:1                      | Stensättning   |              | Eda, Värmland       |       | 59.850000, 12.344198 | 10213001340001 | Ladda upp en bild av detta fornminne      |
| Eda 137:1                      | Röse           |              | Eda, Värmland       |       | 59.791786, 12.300198 | 10213001370001 | Ladda upp en bild av detta fornminne      |
| Eda 138:1                      | Röse           |              | Eda, Värmland       |       | 59.792968, 12.298551 | 10213001380001 | Ladda upp en bild av detta fornminne      |
| Eda 138:2                      | Röse           |              | Eda, Värmland       |       | 59.793277, 12.298494 | 10213001380002 | Ladda upp en bild av detta fornminne      |
| Eda 139:1                      | Röse           |              | Eda, Värmland       |       | 59.803193, 12.293449 | 10213001390001 | Ladda upp en bild av detta fornminne      |
| Eda 154:1                      | Fästning/skans |              | Eda, Värmland       |       | 59.879258, 12.279178 | 10213001540001 | Ladda upp en bild av detta fornminne      |
| Köla 2:1                       | Röse           |              | Eda, Värmland       |       | 59.801298, 12.292904 | 10215700020001 | Ladda upp en bild av detta fornminne      |

## Järnskog
| Namn          | Lämningstyp      | Tillkomsttid | Historisk indelning | Plats | Läge                 | ID-nr          | Bild                                 |
| ------------- | ---------------- | ------------ | ------------------- | ----- | -------------------- | -------------- | ------------------------------------ |
| Järnskog 1:2  | Stensättning     |              | Järnskog, Värmland  |       | 59.647378, 12.129584 | 10215100010002 | Ladda upp en bild av detta fornminne |
| Järnskog 2:1  | Röse             |              | Järnskog, Värmland  |       | 59.648059, 12.131018 | 10215100020001 | Ladda upp en bild av detta fornminne |
| Järnskog 3:1  | Röse             |              | Järnskog, Värmland  |       | 59.647700, 12.120481 | 10215100030001 | Ladda upp en bild av detta fornminne |
| Järnskog 3:2  | Stensättning     |              | Järnskog, Värmland  |       | 59.648103, 12.120751 | 10215100030002 | Ladda upp en bild av detta fornminne |
| Järnskog 3:3  | Stensättning     |              | Järnskog, Värmland  |       | 59.648268, 12.120885 | 10215100030003 | Ladda upp en bild av detta fornminne |
| Järnskog 5:2  | Begravningsplats |              | Järnskog, Värmland  |       | 59.681276, 12.128592 | 10215100050002 | Ladda upp en bild av detta fornminne |
| Järnskog 6:1  | Begravningsplats |              | Järnskog, Värmland  |       | 59.723491, 12.184992 | 10215100060001 | Ladda upp en bild av detta fornminne |
| Järnskog 7:1  | Gravfält         |              | Järnskog, Värmland  |       | 59.727270, 12.189319 | 10215100070001 | Ladda upp en bild av detta fornminne |
| Järnskog 10:1 | Stensättning     |              | Järnskog, Värmland  |       | 59.633097, 12.129783 | 10215100100001 | Ladda upp en bild av detta fornminne |
| Järnskog 12:1 | Stensättning     |              | Järnskog, Värmland  |       | 59.688083, 12.112710 | 10215100120001 | Ladda upp en bild av detta fornminne |
| Järnskog 15:1 | Hög              |              | Järnskog, Värmland  |       | 59.732952, 12.193090 | 10215100150001 | Ladda upp en bild av detta fornminne |
| Järnskog 15:2 | Stensättning     |              | Järnskog, Värmland  |       | 59.732907, 12.193245 | 10215100150002 | Ladda upp en bild av detta fornminne |
| Järnskog 15:3 | Stensättning     |              | Järnskog, Värmland  |       | 59.732882, 12.193394 | 10215100150003 | Ladda upp en bild av detta fornminne |
| Järnskog 18:1 | Stensättning     |              | Järnskog, Värmland  |       | 59.735994, 12.206190 | 10215100180001 | Ladda upp en bild av detta fornminne |
| Järnskog 22:1 | Röse             |              | Järnskog, Värmland  |       | 59.627423, 12.137358 | 10215100220001 | Ladda upp en bild av detta fornminne |
| Järnskog 22:2 | Röse             |              | Järnskog, Värmland  |       | 59.627523, 12.137396 | 10215100220002 | Ladda upp en bild av detta fornminne |
| Järnskog 55:1 | Stensättning     |              | Järnskog, Värmland  |       | 59.647151, 12.127470 | 10215100550001 | Ladda upp en bild av detta fornminne |

## Köla
| Namn                       | Lämningstyp                      | Tillkomsttid | Historisk indelning | Plats | Läge                 | ID-nr          | Bild                                 |
| -------------------------- | -------------------------------- | ------------ | ------------------- | ----- | -------------------- | -------------- | ------------------------------------ |
| Köla 1:1                   | Röse                             |              | Köla, Värmland      |       | 59.755499, 12.305757 | 10215700010001 | Ladda upp en bild av detta fornminne |
| Köla 5:1                   | Hög                              |              | Köla, Värmland      |       | 59.800526, 12.247962 | 10215700050001 | Ladda upp en bild av detta fornminne |
| Köla 5:2                   | Hög                              |              | Köla, Värmland      |       | 59.800407, 12.248112 | 10215700050002 | Ladda upp en bild av detta fornminne |
| Köla 9:1                   | Hög                              |              | Köla, Värmland      |       | 59.772531, 12.281554 | 10215700090001 | Ladda upp en bild av detta fornminne |
| Köla 18:1                  | Gravfält                         |              | Köla, Värmland      |       | 59.795781, 12.220838 | 10215700180001 | Ladda upp en bild av detta fornminne |
| Köla 20:1                  | Hög                              |              | Köla, Värmland      |       | 59.804335, 12.203360 | 10215700200001 | Ladda upp en bild av detta fornminne |
| Köla 20:2                  | Stensättning                     |              | Köla, Värmland      |       | 59.804784, 12.203019 | 10215700200002 | Ladda upp en bild av detta fornminne |
| Köla 21:1                  | Hög                              |              | Köla, Värmland      |       | 59.802644, 12.205442 | 10215700210001 | Ladda upp en bild av detta fornminne |
| Köla 21:2                  | Stensättning                     |              | Köla, Värmland      |       | 59.802553, 12.206514 | 10215700210002 | Ladda upp en bild av detta fornminne |
| Köla 22:1                  | Stensättning                     |              | Köla, Värmland      |       | 59.812130, 12.195499 | 10215700220001 | Ladda upp en bild av detta fornminne |
| Köla 22:2                  | Stensättning                     |              | Köla, Värmland      |       | 59.811986, 12.195442 | 10215700220002 | Ladda upp en bild av detta fornminne |
| Köla 22:3                  | Stensättning                     |              | Köla, Värmland      |       | 59.811891, 12.195603 | 10215700220003 | Ladda upp en bild av detta fornminne |
| Köla 23:1                  | Röse                             |              | Köla, Värmland      |       | 59.811009, 12.196635 | 10215700230001 | Ladda upp en bild av detta fornminne |
| Köla 24:1                  | Hög                              |              | Köla, Värmland      |       | 59.811936, 12.193545 | 10215700240001 | Ladda upp en bild av detta fornminne |
| Köla 24:2                  | Hög                              |              | Köla, Värmland      |       | 59.811864, 12.193413 | 10215700240002 | Ladda upp en bild av detta fornminne |
| Köla 25:1                  | Hög                              |              | Köla, Värmland      |       | 59.810190, 12.189481 | 10215700250001 | Ladda upp en bild av detta fornminne |
| Köla 26:1                  | Gravfält                         |              | Köla, Värmland      |       | 59.803287, 12.191389 | 10215700260001 | Ladda upp en bild av detta fornminne |
| Köla 27:2                  | Hög                              |              | Köla, Värmland      |       | 59.795203, 12.182201 | 10215700270002 | Ladda upp en bild av detta fornminne |
| Köla 27:3                  | Stensättning                     |              | Köla, Värmland      |       | 59.794907, 12.181664 | 10215700270003 | Ladda upp en bild av detta fornminne |
| Köla 28:1                  | Stensättning                     |              | Köla, Värmland      |       | 59.789350, 12.165186 | 10215700280001 | Ladda upp en bild av detta fornminne |
| Köla 28:2                  | Hög                              |              | Köla, Värmland      |       | 59.789426, 12.165339 | 10215700280002 | Ladda upp en bild av detta fornminne |
| Köla 28:3                  | Stensättning                     |              | Köla, Värmland      |       | 59.789633, 12.165775 | 10215700280003 | Ladda upp en bild av detta fornminne |
| Köla 30:1                  | Stensättning                     |              | Köla, Värmland      |       | 59.816880, 12.187412 | 10215700300001 | Ladda upp en bild av detta fornminne |
| Köla 31:1                  | Hög                              |              | Köla, Värmland      |       | 59.822941, 12.189696 | 10215700310001 | Ladda upp en bild av detta fornminne |
| Köla 32:1                  | Hög                              |              | Köla, Värmland      |       | 59.819423, 12.193687 | 10215700320001 | Ladda upp en bild av detta fornminne |
| Köla 34:1                  | Hög                              |              | Köla, Värmland      |       | 59.802561, 12.191827 | 10215700340001 | Ladda upp en bild av detta fornminne |
| Köla 35:1                  | Hög                              |              | Köla, Värmland      |       | 59.796033, 12.156805 | 10215700350001 | Ladda upp en bild av detta fornminne |
| Köla 36:1                  | Hög                              |              | Köla, Värmland      |       | 59.787680, 12.171050 | 10215700360001 | Ladda upp en bild av detta fornminne |
| Köla 37:1                  | Stensättning                     |              | Köla, Värmland      |       | 59.787777, 12.172164 | 10215700370001 | Ladda upp en bild av detta fornminne |
| Köla 37:2                  | Stensättning                     |              | Köla, Värmland      |       | 59.787633, 12.171964 | 10215700370002 | Ladda upp en bild av detta fornminne |
| Köla 38:1                  | Hög                              |              | Köla, Värmland      |       | 59.787258, 12.196035 | 10215700380001 | Ladda upp en bild av detta fornminne |
| Köla 39:1                  | Hög                              |              | Köla, Värmland      |       | 59.782647, 12.194352 | 10215700390001 | Ladda upp en bild av detta fornminne |
| Köla 40:1                  | Hög                              |              | Köla, Värmland      |       | 59.781756, 12.196668 | 10215700400001 | Ladda upp en bild av detta fornminne |
| Köla 41:1                  | Hög                              |              | Köla, Värmland      |       | 59.783361, 12.172206 | 10215700410001 | Ladda upp en bild av detta fornminne |
| Köla 42:1                  | Gravfält                         |              | Köla, Värmland      |       | 59.773946, 12.155044 | 10215700420001 | Ladda upp en bild av detta fornminne |
| Köla 43:1                  | Hög                              |              | Köla, Värmland      |       | 59.775739, 12.167412 | 10215700430001 | Ladda upp en bild av detta fornminne |
| Köla 44:1                  | Stensättning                     |              | Köla, Värmland      |       | 59.769800, 12.169412 | 10215700440001 | Ladda upp en bild av detta fornminne |
| Köla 47:1                  | Hög                              |              | Köla, Värmland      |       | 59.764590, 12.182768 | 10215700470001 | Ladda upp en bild av detta fornminne |
| Köla 47:2                  | Hög                              |              | Köla, Värmland      |       | 59.764471, 12.182560 | 10215700470002 | Ladda upp en bild av detta fornminne |
| Köla 47:3                  | Hög                              |              | Köla, Värmland      |       | 59.764350, 12.182563 | 10215700470003 | Ladda upp en bild av detta fornminne |
| Köla 47:4                  | Hög                              |              | Köla, Värmland      |       | 59.764595, 12.182119 | 10215700470004 | Ladda upp en bild av detta fornminne |
| Köla 48:1                  | Stensättning                     |              | Köla, Värmland      |       | 59.763790, 12.182069 | 10215700480001 | Ladda upp en bild av detta fornminne |
| Köla 53:1                  | Stensättning                     |              | Köla, Värmland      |       | 59.767892, 12.242069 | 10215700530001 | Ladda upp en bild av detta fornminne |
| Köla 53:2                  | Stensättning                     |              | Köla, Värmland      |       | 59.767763, 12.242080 | 10215700530002 | Ladda upp en bild av detta fornminne |
| Köla 53:3                  | Hög                              |              | Köla, Värmland      |       | 59.768178, 12.241478 | 10215700530003 | Ladda upp en bild av detta fornminne |
| Köla 53:4                  | Stensättning                     |              | Köla, Värmland      |       | 59.768262, 12.241480 | 10215700530004 | Ladda upp en bild av detta fornminne |
| Köla 53:5                  | Stensättning                     |              | Köla, Värmland      |       | 59.768415, 12.241050 | 10215700530005 | Ladda upp en bild av detta fornminne |
| Köla 54:1                  | Gravfält                         |              | Köla, Värmland      |       | 59.767004, 12.235927 | 10215700540001 | Ladda upp en bild av detta fornminne |
| Köla 55:1                  | Stensättning                     |              | Köla, Värmland      |       | 59.767552, 12.236327 | 10215700550001 | Ladda upp en bild av detta fornminne |
| Köla 56:1                  | Stensättning                     |              | Köla, Värmland      |       | 59.769510, 12.225525 | 10215700560001 | Ladda upp en bild av detta fornminne |
| Köla 57:1                  | Stensättning                     |              | Köla, Värmland      |       | 59.770115, 12.222387 | 10215700570001 | Ladda upp en bild av detta fornminne |
| Penningekullen (Köla 58:1) | Hög                              |              | Köla, Värmland      |       | 59.764934, 12.218376 | 10215700580001 | Ladda upp en bild av detta fornminne |
| Köla 59:1                  | Röse                             |              | Köla, Värmland      |       | 59.757283, 12.209349 | 10215700590001 | Ladda upp en bild av detta fornminne |
| Köla 103:1                 | Hög                              |              | Köla, Värmland      |       | 59.742877, 12.167772 | 10215701030001 | Ladda upp en bild av detta fornminne |
| Köla 103:2                 | Stensättning                     |              | Köla, Värmland      |       | 59.742992, 12.167802 | 10215701030002 | Ladda upp en bild av detta fornminne |
| Köla 104:1                 | Röse                             |              | Köla, Värmland      |       | 59.754529, 12.171553 | 10215701040001 | Ladda upp en bild av detta fornminne |
| Köla 105:1                 | Hög                              |              | Köla, Värmland      |       | 59.757613, 12.177635 | 10215701050001 | Ladda upp en bild av detta fornminne |
| Köla 105:2                 | Hög                              |              | Köla, Värmland      |       | 59.757820, 12.177786 | 10215701050002 | Ladda upp en bild av detta fornminne |
| Köla 106:1                 | Hög                              |              | Köla, Värmland      |       | 59.757449, 12.182572 | 10215701060001 | Ladda upp en bild av detta fornminne |
| Köla 107:1                 | Hög                              |              | Köla, Värmland      |       | 59.756384, 12.191852 | 10215701070001 | Ladda upp en bild av detta fornminne |
| Köla 108:1                 | Gravfält                         |              | Köla, Värmland      |       | 59.756475, 12.198426 | 10215701080001 | Ladda upp en bild av detta fornminne |
| Köla 132:1                 | Stensättning                     |              | Köla, Värmland      |       | 59.770449, 12.270350 | 10215701320001 | Ladda upp en bild av detta fornminne |
| Köla 132:2                 | Stensättning                     |              | Köla, Värmland      |       | 59.770581, 12.270290 | 10215701320002 | Ladda upp en bild av detta fornminne |
| Köla 132:3                 | Stensättning                     |              | Köla, Värmland      |       | 59.770722, 12.270407 | 10215701320003 | Ladda upp en bild av detta fornminne |
| Köla 149:1                 | Stensättning                     |              | Köla, Värmland      |       | 59.772628, 12.235157 | 10215701490001 | Ladda upp en bild av detta fornminne |
| Köla 150:1                 | Hög                              |              | Köla, Värmland      |       | 59.747804, 12.213398 | 10215701500001 | Ladda upp en bild av detta fornminne |
| Köla 150:2                 | Hög                              |              | Köla, Värmland      |       | 59.747942, 12.213401 | 10215701500002 | Ladda upp en bild av detta fornminne |
| Köla 158:1                 | Hög                              |              | Köla, Värmland      |       | 59.785938, 12.194998 | 10215701580001 | Ladda upp en bild av detta fornminne |
| Köla 158:2                 | Hög                              |              | Köla, Värmland      |       | 59.786117, 12.195244 | 10215701580002 | Ladda upp en bild av detta fornminne |
| Köla 158:3                 | Stensättning                     |              | Köla, Värmland      |       | 59.786303, 12.194241 | 10215701580003 | Ladda upp en bild av detta fornminne |
| Köla 158:4                 | Hög                              |              | Köla, Värmland      |       | 59.786509, 12.194538 | 10215701580004 | Ladda upp en bild av detta fornminne |
| Köla 158:5                 | Hög                              |              | Köla, Värmland      |       | 59.786673, 12.194636 | 10215701580005 | Ladda upp en bild av detta fornminne |
| Köla 158:6                 | Stensättning                     |              | Köla, Värmland      |       | 59.787044, 12.194944 | 10215701580006 | Ladda upp en bild av detta fornminne |
| Köla 163:1                 | Stensättning                     |              | Köla, Värmland      |       | 59.812692, 12.195014 | 10215701630001 | Ladda upp en bild av detta fornminne |
| Köla 260                   | Husgrund, förhistorisk/medeltida |              | Köla, Värmland      |       | 59.786309, 12.271555 | 12000000073278 | Ladda upp en bild av detta fornminne |

## Skillingmark
| Namn                              | Lämningstyp      | Tillkomsttid | Historisk indelning    | Plats | Läge                 | ID-nr          | Bild                                 |
| --------------------------------- | ---------------- | ------------ | ---------------------- | ----- | -------------------- | -------------- | ------------------------------------ |
| Skillingmark 2:1                  | Stensättning     |              | Skillingmark, Värmland |       | 59.802695, 12.015399 | 10218100020001 | Ladda upp en bild av detta fornminne |
| Skillingmark 7:1                  | Begravningsplats |              | Skillingmark, Värmland |       | 59.854905, 11.972976 | 10218100070001 | Ladda upp en bild av detta fornminne |
| Bergerudsätra (Skillingmark 84:1) | Fäbod            |              | Skillingmark, Värmland |       | 59.833178, 11.860668 | 10218100840001 | Ladda upp en bild av detta fornminne |